# Kiss & Cry (filme)
Kiss and Cry é um filme de drama biográfico e romântico canadense de 2017, dirigido por Sean Cisterna.

## Sinopse
A trama é baseada na história real de Carley Allison, uma promissora patinadora e cantora de 17 anos que lutou contra um raro tipo de sarcoma  que afeta uma pessoa em 3,5 bilhões. Sua família e seu namorado, John, ajudam-na a cada passo do caminho, enquanto ela mantém suas esperanças e continua a sorrir. Carley é interpretada por Sarah Fisher, sua melhor amiga na vida real. 

## Elenco
| Ator              | Personagem       |
| ----------------- | ---------------- |
| Sarah Fisher      | Carley Allison   |
| Luke Bilyk        | John Servinis    |
| Chantal Kreviazuk | May Allison      |
| Julia Tomasone    | Samantha Allison |
| Sergio Di Zio     | Mark Allison     |
| Brittany Bristow  | Riley Allison    |
| Naomi Snieckus    | Sophie           |
| Zoë Belkin        | Rebecca          |
| Denis Akiyama     | Shin             |